# Макроетнічна спільність
Макроетнічна спільність — етнічна спільність вищого ієрархічного рівня, що охоплює певну кількість близьких у культурно-мовному відношенні і пов'язаних між собою спорідненістю походження та історичною долею етнічних спільнот середньої (етносів) та нижчої (мікроетнічна спільність) ланок етнічної класифікації. Типологічно розрізняються етносоціальні та етнокультурні макроетнічні спільності, які здебільшого тією чи іншою мірою близькі або пов'язані між собою спадково, та стадійно-історичні їхні типи, про виділення яких консенсусу серед учених ще не досягнуто.
Первісності притаманна складна ієрархія етнічних спільнот. За ранньої первісності, періоду мисливсько-збиральницьких суспільств, як макроетнічні спільності виступають етномовні безперервності, що в межах великих, географічно окреслених регіонів охоплюють окремі споріднені, які перебувають між собою у більш-менш регулярних контактах, скупчення більш тісно (особливо шлюбними зв'язками) пов'язаних, але також досить аморфних кровно-споріднених общин. Від часів неолітичної революції, особливо на фінальних стадіях первісності на ґрунті певної кількості споріднених, осілих або кочових, родових чи гетерогенних (сегментних) общин, пов'язаних сталими шлюбними, економічними, соціальними, культурно-культовими тощо відносинами, формуються групи споріднених за походженням, віруваннями, звичаями, говірками тощо племен, так звані сім'ї племен, що утворюють макроетнічні спільності пізньопервісної доби. Вони самі можуть складатися з двох чи навіть більше ієрархічних рівнів (давні індоєвропейці → балто-слов'яни → праслов'яни), але реально людьми усвідомлюється лише макроетнічна спільність нижчого таксономічного рівня (давні слов'яни, давні германці, індо-арії та ін.). У багатьох випадках такі споріднені племена або якісь окремі їхні групи утворюють тісніші суспільно-еконономічні та військово-політичні об'єднання типу складних чифдомів або союзів племен. Проте до останніх можуть входити і племена, що мало або взагалі не споріднені між собою, при тому що в межах відповідної, здебільшого ієрархічно побудованої, структури розпочинається процес етно-культурно-мовної інтеграції.
Відтак на пізніх стадіях первісності часто-густо спостерігаємо певну, інколи досить значну невідповідність обсягів макроетнокультурних та макроетносоціальних спільнот. Цей процес поглиблюється з виходом на стадію цивілізаційного розвитку. В одних випадках ранньодержавні структури утворюються на локально-племінному рівні і макроетнічні спільності зберігаються та водночас консолідуються в етномовнокультурній площині (стародавні шумери, стародавні греки та ін.). В інших — виникають великі, складні військово-політичні утворення, що охоплюють не лише споріднені, а, як правило, й іноетнічні групи. У межах таких великих ранньодержавних об'єднань (за відносної сталості та міцності їхніх внутрішніх зв'язків) можуть сформуватися окремі макроетнічні спільноти етносоціального типу з тенденцією до їх переростання в макроетнокультурні спільності, здатні зберігатися певний час і після розпаду відповідної держави на окремі землі-володіння (Китай доби Чжоу, Чунь-цю і Чжаньго; Давня Русь від часів київських князів Аскольда і Олега до післямонгольських століть). Ситуація перехрещення і певного незбігу обсягів великих макроетнокультур (макроетнокультурно-конфесійних) та макроетносоціальних, імперського типу, утворень була типовою для пізньої давнини й середньовіччя, зберігаючись у більшості регіонів Сходу до колоніального періоду включно. В Європі впродовж пізнього середньовіччя та в перші століття Нового часу утворюються народності-протонації, окремі народи — етноси середньої таксономічної ланки, на ґрунті яких складаються новоєвропейські нації. За таких умов консолідація макроетнічної спільності блокується і власне ідентичність національна починає виразно домінувати над усвідомленням людиною себе як представника певної макроетнічної спільності. Проте на периферії макроетнічних ареалів свідомість на рівні макроетнічної спільності інколи може навіть посилюватися (балканські слов'яни часів боротьби за визволення від османського поневолення), а макроетнічне визначення — ставати основою національної самосвідомості й самоназви (словаки, словенці).
У деяких випадках, починаючи від кінця XVII століття, а особливо від межі XVIII—XIX століть, макроетнічна ідентичність свідомо висувається на перший план у політичних цілях (пангерманізм, панславізм, пантюркізм, панарабізм, негритюд), що здебільшого втрачає значення відповідно до утворення й зміцнення націй-держав. Інколи за наявності сталої, високою мірою культурно уніфікованої держави імперського типу спостерігаємо становлення нації-держави (з виразним локальним різноманіттям) на ґрунті сконсолідованої макроетнічної спільності попередніх століть (Китай, частково Індія). Але для XIX—XX століть більш типовим є формування й розвиток націй-держав на ґрунті етносів-протонацій середньої таксономічної ланки етнічної ієрархії.